# Historia del Club Atlético Peñarol
Aún hoy se debate la fecha de fundación del Club Atlético Peñarol, discutiéndose si esta tuvo lugar en 1891 o en 1913, existiendo expertos que argumentan tanto en favor de una como de otra postura.
Quienes sostienen la teoría de 1891 lo hacen por considerar al club como continuador del CURCC fundado precisamente en ese año. Por otra parte, quienes plantean que la fecha de fundación del club habría sido en el año 1913, lo hacen argumentando que se trata de un club nuevo, con nuevas autoridades y nuevo padrón social, sin continuidad con el club fundado en 1891.

## Central Uruguay Railway Cricket Club (1891-1913)

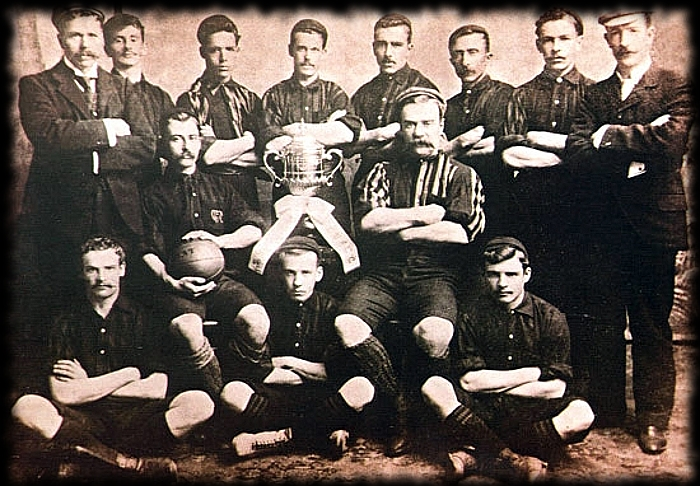
C.U.R.C.C. en 1900, año en que ganó su primer título.

El Central Uruguay Railway Cricket Club fue fundado el 28 de septiembre de 1891, gracias al impulso de empleados y obreros del Central Uruguay Railway Company of Montevideo, Limited (CUR), compañía de propiedad inglesa que operaba en Uruguay desde 1878. De los 118 miembros impulsores del club, 72 eran de nacionalidad inglesa, 45 uruguayos y uno alemán. Debido a lo complicado que resultaba el nombre de la institución para la época, el club fue habitualmente conocido como CURCC o Peñarol, este último en referencia a la localidad del mismo nombre ubicada a 10 km de Montevideo y en donde se encontraban las instalaciones del CUR y el club en aquellos años. El primer presidente de la nobel institución fue Frank Henderson, quien permaneció en dicho cargo hasta 1899.
En 1892, el CURCC incorporó el fútbol a sus prácticas deportivas, dejando de esta manera relegados al Rugby y al Cricket, deportes que habían tenido preponderancia en el club hasta ese momento. El primer encuentro disputado por el club de fútbol fue frente a un combinado de alumnos del English High y finalizó con victoria del CURCC por 2 tantos a 0. En 1895, el club escogió como capitán a Julio Negrón, siendo este el primer futbolista uruguayo del club en ostentar dicho galardón, ya que hasta ese instante solamente jugadores ingleses habían tenido esa distinción.
Ya en 1900, el CURCC se constituyó, junto con Uruguay Athletic, Deutscher Fussball Klub y Albion, como uno de los entes fundadores de la Uruguay Association Football League, debutando en la competencia oficial de esta el 10 de junio frente a Albion con victoria de 2 a 1, los primeros goles oficiales del club fueron anotados por Juan Peña y Guillermo Davies. Ese mismo año disputó el primer clásico frente a Nacional, en el que se impuso por 2 a 0. A fines de dicha temporada el CURCC se adjudicó por primera ocasión el Campeonato Uruguayo, logro que repitió al año siguiente. En 1903, el CURCC fue el primer club en convertir más de diez goles en un partido oficial por el Campeonato Uruguayo, luego de derrotar a Triunfo por 12 a 0, marca que fue batida por Montevideo Wanderers en 1908.

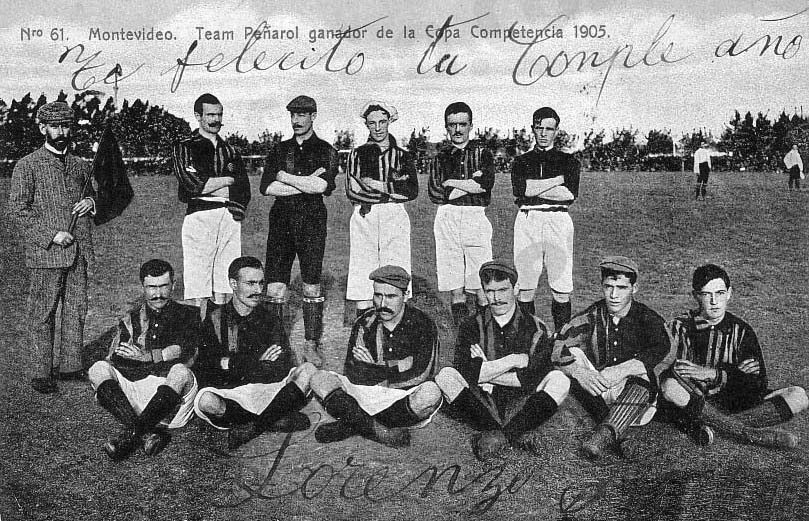
Equipo del C.U.R.C.C. de 1905.

Tras ser testigo de las primeras consagraciones de Nacional, además de la suspensión del campeonato a causa de la Guerra Civil en 1904, el CURCC se alzó nuevamente con Campeonato Uruguayo en 1905 y 1907. No obstante, este año asumió la administración del CUR W. Bayne, quien rechazó presidir el club argumentando los continuos problemas económicos y laborales que este acarreaba, siendo de esta manera el primer administrador del CUR en negarse a ser presidente del CURCC, pasando a ocupar este cargo a partir de entonces empleados de menor rango de la empresa inglesa y siendo este el punto de partida de una serie de conflictos entre la empresa y el club que finalizarían con la escisión de este último en 1913.
En 1908, el club se retiró de la liga uruguaya como protesta por la calendarización del torneo, retornando la temporada siguiente; ese mismo año se acentuaron los desencuentros con el CUR luego de que un grupo de hinchas del CURCC quemase uno de los vagones que se utilizaban para transportar a los jugadores de equipos rivales.
Luego de un nuevo campeonato en 1911, al año siguiente se organizó una comisión de estudio a fin de reformar los estamentos del CURCC, entre las propuestas se incluyó la participación de socios que no fuesen empleados del CUR, así como el cambio de nombre de la institución a CURCC Peñarol. En junio de 1913, la asamblea directiva del CURCC desestimó estas propuestas; el motivo principal de esta decisión fue que la empresa deseaba disociar al club de la Villa Peñarol a causa de los prejuicios que en torno a esta se habían formado, relacionados principalmente con la violencia. No obstante, en noviembre de ese año el CURCC aprueba la entrega de la sección de fútbol a los hinchas en vista de la intención de estos de continuar con el club aunque este fuese disuelto, petición que había sido entregada por estos al CURCC el 15 de noviembre de 1913. Finalmente el 13 de diciembre de ese mismo año, la sección de fútbol se separó completamente del CURCC, tomando el nombre de CURCC Peñarol.
Es en este punto donde surge el principal dilema, ya que mientras algunos afirman que CURCC Peñarol sería la continuación de la rama fútbolística del club fundado en 1891, otra postura señala que el CURCC Peñarol constituyó desde un primer momento una entidad totalmente independiente, la cual no guarda relación alguna, más allá de heredar su tradición, con el CURCC, el cual desapareció definitivamente en 1915, estipulando en su acta de disolución la cesión de todos sus bienes al Hospital Británico.

## Amateurismo (1913-1931)
El 12 de marzo de 1914 el CURCC cambió oficialmente su nombre por el de Club Atlético Peñarol, siendo aprobado el cambio por la Liga Uruguaya, entidad rectora del fútbol uruguayo en esa época, y todos sus clubes asociados el 14 de marzo. Finalmente, el 13 de mayo de ese año el poder ejecutivo otorgó personalidad jurídica al club.

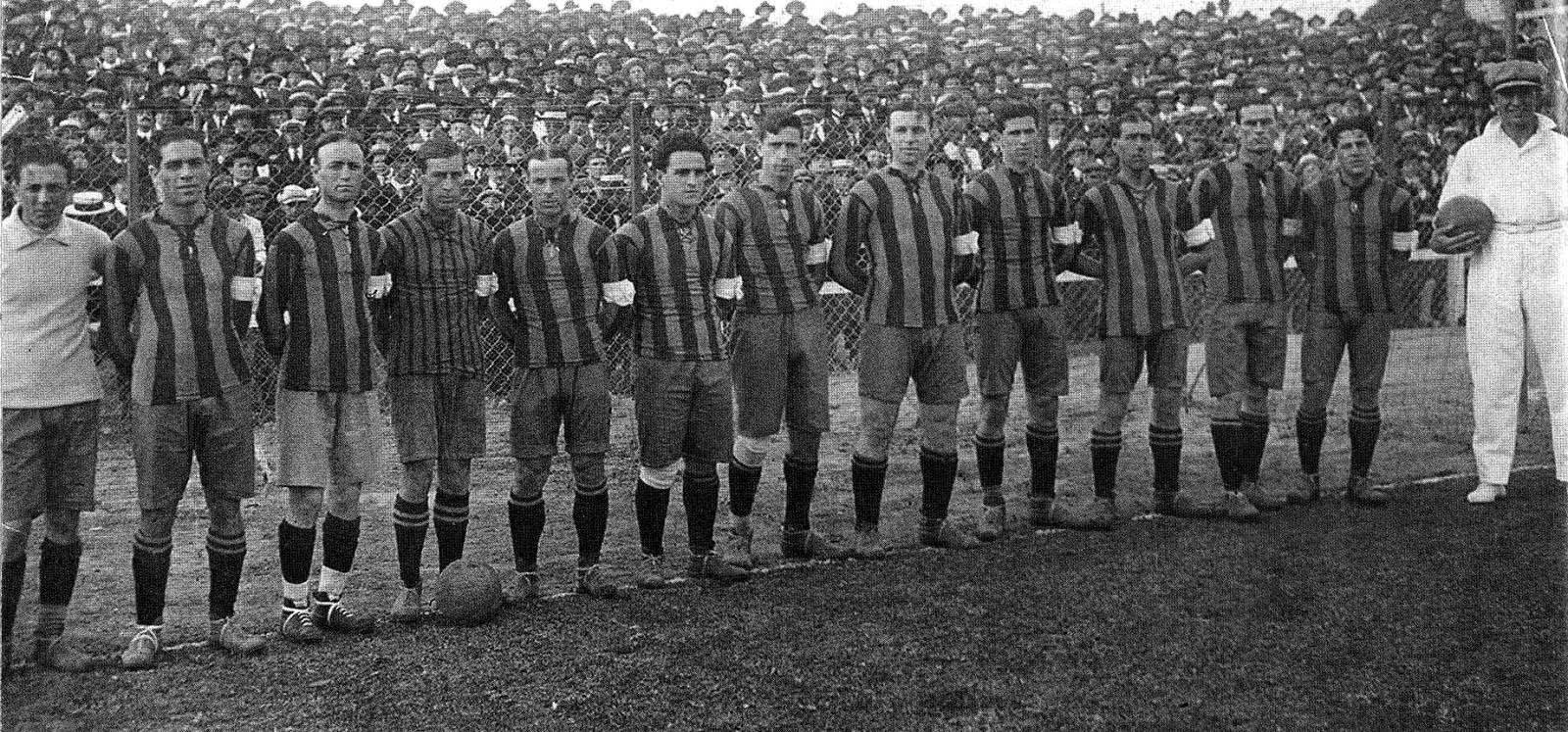
Plantel de Peñarol en 1921.

En sus primeros años bajo la denominación de Peñarol, el club no consiguió realizar grandes actuaciones, siendo durante este período el acontecimiento más importante la inauguración del estadio Las Acacias el 19 de abril de 1916. Los primeros campeonatos del club, con su nombre actual, llegaron en 1918 y 1920. En 1921 Peñarol, que había ganado el campeonato uruguayo anterior, quiso jugar la Copa Aldao con Racing (campeón de la Asociación Amateurs de Football) en lugar de enfrentar a Huracán (ganador de la Asociación del Fútbol Argentino), pero el artículo 7 de la Asociación no permitía que sus afiliados disputaran encuentros contra clubes de la disidente Asociación Amateur Argentina.
En septiembre de 1922, pocos días antes de viajar a Brasil para disputar la Copa América, Peñarol exigió a la AUF que la selección uruguaya no enfrentara a la argentina, que era defendida por jugadores que participaban en la AFA, afiliada a la FIFA. Peñarol amenazó que si la AUF mantenía su posición, no cedería a sus jugadores para el torneo. Finalmente la AUF mantuvo su postura, y fue a disputar la Copa América sin jugadores de Peñarol. En octubre de ese año, y ya con una grieta política establecida, Peñarol y Central pidieron autorización para jugar amistosos contra Racing e Independiente, la que fue negada por autoridades de la AUF, a pesar de advertir que en caso contrario abandonarían el Campeonato Uruguayo si no se les autorizaba. Finalmente, aurinegros y palermitanos disputan amistosos contra Avellaneda, Racing e Independiente, por lo que fueron desafiliados de la AUF, dando origen al cisma del fútbol uruguayo.

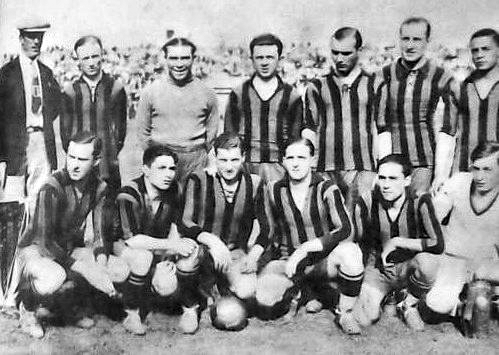
Jugadores aurinegros en 1929.

Mientras tanto, Peñarol y Central, reunidos en la sede carbonera, fundaron la Federación Uruguaya de Football, que organizara sus propios campeonatos de manera paralela a los de la AUF, y de la que se consagró campeón en 1924. Dentro de la FUF existieron varios equipos nuevos, muchos surgidos en honor a Peñarol, como "Peñarol del Plata", "Roland Moor" o "Roberto Chery Montevideo".
Luego de mantenerse durante tres años el Cisma y tras haber fracasado varios intentos de reunificación, una representación de la prensa de Montevideo solicitó la intervención mediadora del presidente de la república, José Serrato. El fallo, decretado en octubre de 1926, determinó que en 1926 se estableciera un Consejo Provisorio de Football Nacional para terminar con la grieta existente. En 1926, Peñarol se adjudicó la Copa del Consejo Provisorio, competencia surgida para reunificar al fútbol uruguayo. Desde 1927, Peñarol continuó disputando con normalidad los campeonatos de la AUF.
Tras realizar por primera vez una gira por Europa en 1927, Peñarol volvió a alzarse con el Campeonato Uruguayo en 1928 y 1929. En este último año se declaró a Julio María Sosa como primer presidente honorario del club. Al año siguiente, Peñarol disputó por primera vez un partido oficial en el Centenario de Montevideo, el cual finalizó con victoria por 1-0 sobre Olimpia.

## Profesionalismo y primeros títulos (1932-1959)

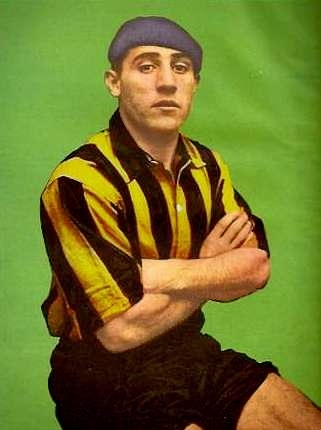
Severino Varela campeón uruguayo con Peñarol en 1938.

El 29 de abril de 1932, la AUF instauró oficialmente el profesionalismo, siendo el debut de Peñarol frente a River Plate. Ese mismo año Peñarol obtuvo su primer campeonato profesional con 17 victorias en 27 partidos, lo que le permitió acumular 40 puntos, 5 por encima de su más cercano perseguidor Rampla Juniors. También en 1932, el club disputó su primer clásico frente a Nacional en el profesionalismo, que acabó con victoria «aurinegra» por 2 a 0.
Tras ubicarse segundo en las temporadas 1933, en la cual Pedro Young se transformó en el primer goleador del club en un torneo profesional con 33 tantos, y 1934, Peñarol ganó el primero de 4 campeonatos de manera consecutiva, entre 1935 y 1938, además del Torneo Competencia en 1936. Durante este período el club nombró a Francisco Tochetti como segundo presidente honorario de la institución.
Peñarol cerró la década de los años 1930 con un subcampeonato, tras perder en partido de definición frente a Nacional, en un campeonato marcado por la primera huelga de futbolistas profesionales en Uruguay.
Los años 1940 comenzaron con Peñarol ubicándose nuevamente en la segunda posición. Situación en la cual se mantuvo hasta 1943. Al año siguiente, Peñarol volvió a consagrarse campeón del campeonato uruguayo tras derrotar en doble partido de definición a Nacional, 0 a 0 y 3 a 2, con goles de Luis Prais, Obdulio Varela y Ernesto Vidal. En 1945 el club repitió el título esta vez con Nicolás Falero y Raúl Schiaffino como goleadores del torneo con 21 conquistas. Aquel año además compró los terrenos del Palacio Peñarol.
Tras la huelga decretada por la Mutual Uruguaya de Futbóleres Profesionales en 1948 que conllevo una nueva suspensión del Campeonato Uruguayo, en 1949 Peñarol obtuvo una nueva corona con 4 puntos de ventaja por sobre Nacional y con Óscar Míguez como máximo anotador del torneo.
Luego de posicionarse segundo en 1950, en 1951 Peñarol fue nuevamente campeón de Uruguay, en el año que licitó las obras para la construcción del Palacio Peñarol, el cual fue finalmente inaugurado en 1955. La década de los años 1950 continuó con la obtención de los campeonatos nacionales en 1953, décima estrella profesional del club, 1954, 1958 y 1959.

## Campeón de América y del Mundo (1960-1969)

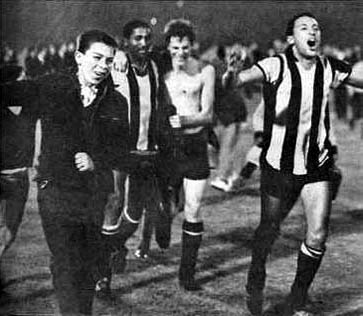
Peñarol campeón de la Copa Libertadores de América en 1966.

En 1960 Peñarol clasificó, como campeón del Campeonato Uruguayo 1959, a la por entonces recién creada Copa de Campeones de América (actual Copa Libertadores), competición que agrupó a los campeones de siete países afiliados a la Confederación Sudamericana de Fútbol (los representantes de Perú, Ecuador y Venezuela no asistieron al torneo). Debutó en este torneo el 19 de abril frente a Jorge Wilstermann de Bolivia con victoria de 7 a 1, siendo el primer gol del partido, y en la historia de la copa, convertido por Carlos Borges. Tras eliminar en semifinales a San Lorenzo de Almagro, el club alzó su primer campeonato continental luego de batir a Olimpia de Paraguay. A fines de temporada perdió la final de la Copa Intercontinental, también creada ese año, luego de empatar ante el Real Madrid 0 a 0 en Montevideo, ante 71.872 espectadores (récord en el Centenario hasta el día de hoy), y perder 1 a 5 en España. En el plano local Peñarol ganó un nuevo Campeonato Uruguayo.
En 1961, Peñarol como campeón de Uruguay y de América en la temporada anterior, disputó una nueva versión de la Copa de Campeones, alcanzando el bicampeonato de la misma tras superar en la final a Palmeiras de Brasil, luego de ganar por 1 a 0 en Montevideo, con gol del ecuatoriano Alberto Spencer, y empatar 1 a 1 en São Paulo. En la segunda parte del año Peñarol se adjudicó el campeonato uruguayo y, por primera vez en su historia, la Copa Intercontinental, al derrotar al Benfica por 5 a 0 en el Centenario, después de haber perdido la primera llave por 0 a 1.
Al siguiente, el club estuvo a un paso de alcanzar se tercera consagración el Copa de Campeones, sin embargo, tras perder en la primera final por 0 a 1 y ganar la segunda llave, en un partido marcado por los incidentes, por 3 a 2, debió disputar una tercera definición, en el Estadio Monumental de Buenos Aires Peñarol cayó ante Santos, equipo en el que destacaba entre otros Pelé, por 3 tantos a 0, viendo de esta manera impedía su intención de alzar un nuevo campeonato continental. Tuvo como consuelo la obtención del campeonato uruguayo, lo que le valió obtener su primer Quinquenio de Oro (1958-1962).
Tras una temporada sin títulos, en la que destacó a nivel internacional por obtener la llave con mayor diferencia de goles en la historia de la Copa Libertadores luego de superar en el global por 14 a 1 al Everest de Ecuador (5 a 0 y 9 a 1), Peñarol obtuvo el campeonato uruguayo en 1964 y 1965, este último año además alcanzó la final de Copa Libertadores en la que fue derrotado por Independiente de Avellaneda. No obstante, en 1966 Peñarol obtuvo su tercera consagración como campeón de América, luego de derrotar a River Plate en un tercer partido de definición jugado en Santiago de Chile por 4 tantos a 2. Ese año también obtuvo su segunda Copa Intercontinental tras superar al Real Madrid por 2 a 0, tanto en el Centenario como en el Estadio Santiago Bernabéu.
En los siguientes años, Peñarol continuó obteniendo logros a nivel nacional e internacional, destacando la obtención de los campeonatos nacionales de 1967 y 1968, y de la Supercopa de Campeones Intercontinentales en 1969, torneo que agrupó a los clubes sudamericanos que hasta ese momento habían ganado la Copa Intercontinental y que fue reconocido oficialmente por la Conmebol en 2005. Durante este período Peñarol consiguió, además, el mayor invicto registrado en el Campeonato Uruguayo, el cual se prolongó por 56 partidos entre el 3 de septiembre de 1966 y el 14 de septiembre de 1968, cuando cayó derrotado 0 a 2 ante Liverpool. Esta marca corresponde además al invicto más prolongado realizado por algún club sudamericano en torneos profesionales de primera división y el segundo si se considera la etapa amateur, por detrás de Boca Juniors.

## La transición  (1970-1979)
En 1970, Peñarol alcanzó nuevamente la final de Copa Libertadores, en la cual cayó derrotado por Estudiantes de La Plata. Cabe resaltar que en aquel torneo el club logró la mayor goleada en la historia de la competición, luego de batir a Valencia de Venezuela por 11 a 2. Al año siguiente, en un torneo dividido en dos fases, Peñarol se ubicó segundo por detrás de Nacional. Al cabo de la primera etapa, el club acumuló 32 puntos, misma cantidad que Nacional, sin embargo no pudo mantener el ritmo en la fase final, en la que sumó 7 unidades, 1 menos que los tricolores. Tras terminar nuevamente como subcampeón en 1972, en 1973, año en cual llegó a Peñarol el goleador histórico del club y del fútbol uruguayo Fernando Morena, el club obtuvo el Campeonato Uruguayo, honor que repitió en 1974 y 1975. En 1974 Peñarol se convirtió en el primer cuadro uruguayo en ganar por Copa Libertadores en Argentina, luego de derrotar a Huracán en Buenos Aires por 3 a 0.
Luego de ubicarse segundo en 1976 y 1977, al año siguiente, Peñarol ganó su vigésimo cuarto Campeonato Uruguayo, temporada en la que Fernando Morena marcó dos récords, el de mayor número de goles convertidos en una temporada (36) y la mayor cantidad de anotaciones en un partido, convirtió 7 frente a Huracán Buceo.
La década de los años 1970 se cerró de buena manera con la obtención de un nuevo campeonato nacional.

## Nuevamente en la cima (1980-1989)
Tras comenzar la década de los años 1980 ubicándose en el tercer lugar, en 1981 Peñarol se consagró nuevamente campeón uruguayo tras superar por tres puntos Nacional. En el equipo campeón destacaron las figuras de Rubén Paz, goleador del torneo con 17 tantos, y Fernando Morena, que esa temporada retornó al club por la cifra récord, hasta ese instante, de US$1.029.000. Al año siguiente, Peñarol obtuvo nuevamente la Copa Libertadores luego de superar a Cobreloa en condición de visitante por 1 a 0, con gol de Fernando Morena en el minuto 89, quien además fue goleador del certamen continental con 7 tantos. En el segundo semestre, Peñarol repitió el campeonato uruguayo, nuevamente con Morena como goleador con 17 anotaciones, y se adjudicó por tercera vez en su historia la Copa Intercontinental, al vencer al Aston Villa de Inglaterra por 2 a 0.
En 1983, el club realizó un discreto papel a nivel local, ubicándose en el séptimo puesto, no así en plano internacional, en el que tras superar en semifinales a Nacional, alcanzó una nueva final de Copa Libertadores, sin embargo, no logró revalidar el título del año anterior al caer ante Gremio de Porto Alegre. En 1985 y 1986, el club se alzó nuevamente con el campeonato uruguayo, siendo la última de estas conquistas particularmente singular, puesto que, los problemas económicos del club no le permitieron disputar el primer partido de ese año, perdiendo en consecuencia los puntos, no obstante, se acordó que en el caso de que Nacional superara a Peñarol con menos de 2 puntos de ventaja, se disputaría un partido de definición. A fin de campeonato, Nacional solo superó a Peñarol por un punto, por lo cual se jugó la final en la Peñarol se impuso por 4 a 3 en la tanda de penales.  En 1987, el club pese a los innumerables problemas económicos además de juventud del platel, 22 años de promedio, se coronó por quinta vez campeón de Copa Libertadores, al batir a América de Cali, por 1 a 0 con gol de Diego Aguirre en el minuto 120 del alargue. Como curiosidad esta fue la tercera Copa Libertadores obtenida por Peñarol en el Estadio Nacional de Chile.
A pesar de su éxito en el plano internacional, ese año Peñarol no realizó una buena actuación en el campeonato uruguayo, posicionándose en el octavo puesto, en los años posteriores pese a mejorar su rendimiento no logró adjudicarse algún torneo.

## Un nuevo quinquenio (1990-1997)

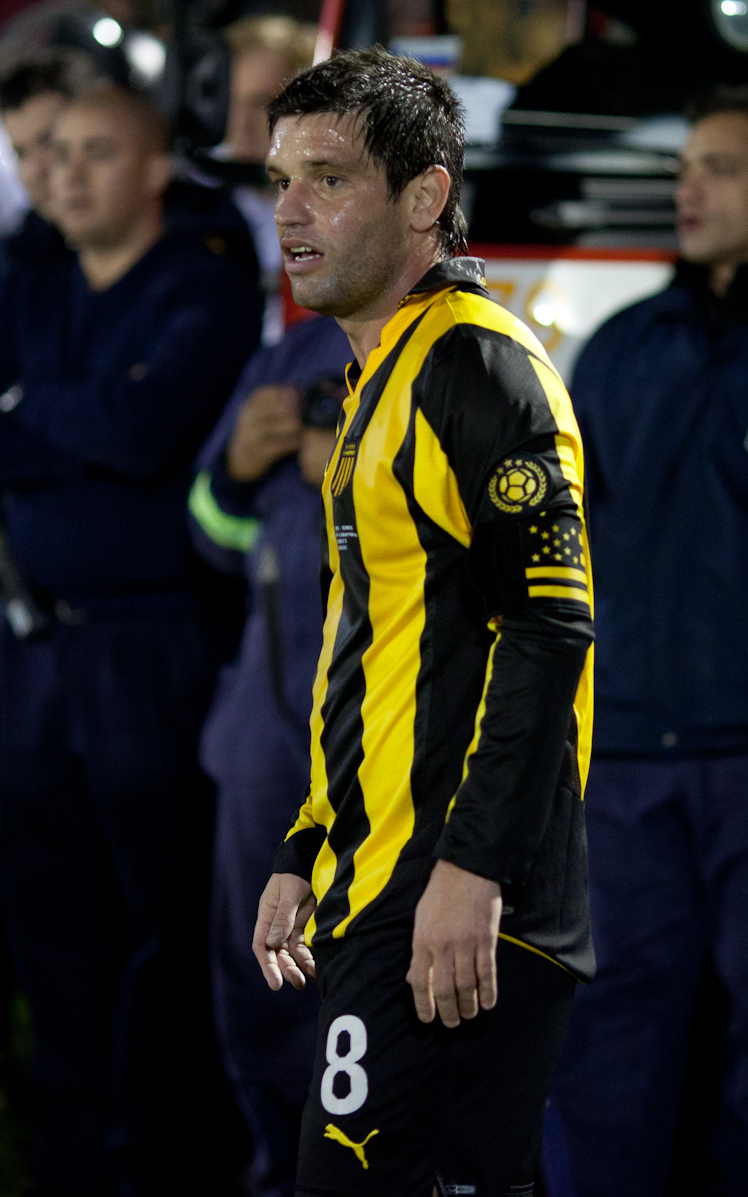
Antonio Pacheco participó en cuatro de los cinco campeonatos del quinquenio.

A mediados de 1990 la directiva de la institución decidió contratar al ex seleccionador argentino César Luis Menotti con el objetivo de recuperar el título de campeón uruguayo, que Peñarol no ostentaba desde 1986. No obstante, el club no realizó una buena campaña en Primera División, finalizando en la tercera posición a ocho puntos de Bella Vista. En tanto que en el plano internacional fue eliminado en semifinales de la Supercopa Sudamericana por Olimpia de Paraguay. Ese año además fue constituida una comisión especial a fin de organizar los preparativos en conmemoración a los cien años de vida del club, la cual estuvo presidida por el expresidente de la República Julio María Sanguinetti. Sin embargo, en forma paralela la plana directiva del Club Nacional de Football conformó la denominada «Comisión del Decanato» que rechazó abiertamente la celebración del centenario, reviviendo la polémica en torno a la fecha de Peñarol y a su vinculación con el CURCC.
Al año siguiente, ya sin Menotti en el banquillo e impedido de participar en la Copa Libertadores de América, dada su temprana eliminación de Liguilla Pre-Libertadores, Peñarol festejó su aniversario número cien en el marco de la suspensión del Campeonato Uruguayo, luego de que la AUF determinase dicha medida hasta que las instituciones afiliadas a ella aceptaran una serie de medidas que tenían como objetivo evitar actos de violencia.
En 1993, con la llegada de Gregorio Pérez a la dirección técnica del equipo y con el arribo de quien sería después un histórico capitán de Peñarol, Pablo Bengoechea, el equipo conquistó un nuevo torneo, adjudicándose el campeonato de 1993, superando a Defensor Sporting en la clasificación del torneo, y cortando de esta manera una sequía de títulos desde 1986.
El siguiente año fue el primero de Antonio Pacheco en Peñarol y su primera año en Primera División. Recién ascendido al plantel principal, fue un importante partícipe de la gesta de un nuevo trofeo[cita requerida], consagrándose campeón en las finales frente a Defensor Sporting, dando vuelta el partido decisivo, con goles Danilo Baltierra a los 75 y Darío Silva sobre el final del partido.
Ya afianzado a nivel local, Peñarol logró vencer en dos finales consecutivas Nacional, en 1995 y 1996 para conseguir su cuarto título al hilo, este último al mando de Jorge Fossati. Nuevamente con Gregorio Pérez al mando, al año siguiente el conjunto mirasol lograba su quinto título de manera consecutiva, conquistando el segundo quinquenio de la institución, venciendo una vez más a Defensor Sporting en las finales, a las cuales accedió luego de vencer a Nacional en dos partidos históricos, dando vuelta dos clásicos en los que iba perdiendo por dos goles. El primero triunfando por 4-3 cosechando puntos vitales para consagrarse campeón de la tabla anual y clasificar a la semifinal del torneo, en la que se enfrentó a nuevamente a Nacional siendo este el segundo encuentro de estos, venciendo por 3-2.

## El pos-quinquenio (1998-2003)
En el año 1998 pierde la oportunidad de lograr un inédito sexenio, logrando su eterno rival Nacional cortar esta histórica oportunidad al ganar los dos torneos cortos (Apertura y Clausura).
En el año 1999 se vuelve a coronar campeón uruguayo otra vez de la mano del técnico Julio Ribas, con una campaña impresionante en el Clausura, que batió el récord de goles de la popular "Máquina del '49", equipo de Peñarol integrado entre otros por Juan Eduardo Hohberg, Juan Alberto Schiaffino, Alcides Ghiggia y Óscar Míguez.
El equipo marcó en total 47 goles en 14 partidos, con 12 triunfos y 2 empates. El récord fue el arranque, con 8 triunfos sobre 8 encuentros jugados, y 37 goles a favor en esos partidos, dando un impresionante promedio de 4,625 goles por encuentro.
Luego de obtener el título en 1999, Peñarol disputa la final del año 2000 que pierde con Nacional, siendo hasta hoy la única oportunidad en que su clásico rival lo venciera en una final por el campeonato uruguayo desde la modalidad de torneos Apertura y Clausura, la cual fue marcada por el encarcelamiento de varios jugadores de Peñarol y Nacional luego de que se desatara una pelea en el clásico del torneo clausura, siendo imposibilitados de disputar las finales.
De la mano del entrenador Diego Aguirre, campeón como jugador de la Copa Libertadores con Peñarol en la edición de 1987, y con el dos veces nombrado arquero del año, José Luis Chilavert, Peñarol se consagraría campeón uruguayo nuevamente en 2003, luego de realizar un buen Torneo Clausura, remontando una desventaja de siete puntos en la tabla anual, lo que le daba la posibilidad de consagrarse campeón con vencer a Nacional en la primera de las finales sin la necesidad de disputar otras dos, como se realizaba en torneos anteriores. En ese partido, Peñarol se impuso por 1 a 0, con gol de Joe Bizera de palomita, luego de que el arquero de Nacional diera rebote en un tiro libre ejecutado por Chilavert.

## La debacle y el resurgimiento (2004-2009)
Después del título obtenido en 2003, comenzaría una sequía de trofeos. En la temporada 2005-06, luego de que el torneo uruguayo se adaptara al calendario europeo, Peñarol sufriría una quita de 12 puntos por problemas con la hinchada que lo colocaba en las últimas posiciones de la tabla.
En las siguientes temporadas, 2006-07 y 2007-08 volvería a las primeras posiciones, finalizando en la segunda ubicación en ambos torneos. Sin embargo, en la siguiente temporada finalizaría en el séptimo puesto.
A pesar de los resultados, se destacó la actitud de la hinchada. En el torneo de Clausura 2006, Peñarol vendería un total de 219.782 boletos durante el torneo, equivalente al 81,6% de la suma de entradas vendidas por todos los clubes de Primera División. Durante dicho torneo, Peñarol marcó un récord al vender 50.045 boletos frente a Danubio, siendo la mayor venta de un club «grande» frente a un equipo menor en la historia del Campeonato Uruguayo. En total, entre los años 2005 y 2009, Peñarol fue el equipo con mayor convocatoria de la Primera División Uruguaya, con más de 1.000.000 de entradas vendidas durante este período, más de un 20% sobre el segundo ubicado.

## Historia reciente (2010 en adelante)

### Campeonato Uruguayo 2009-10

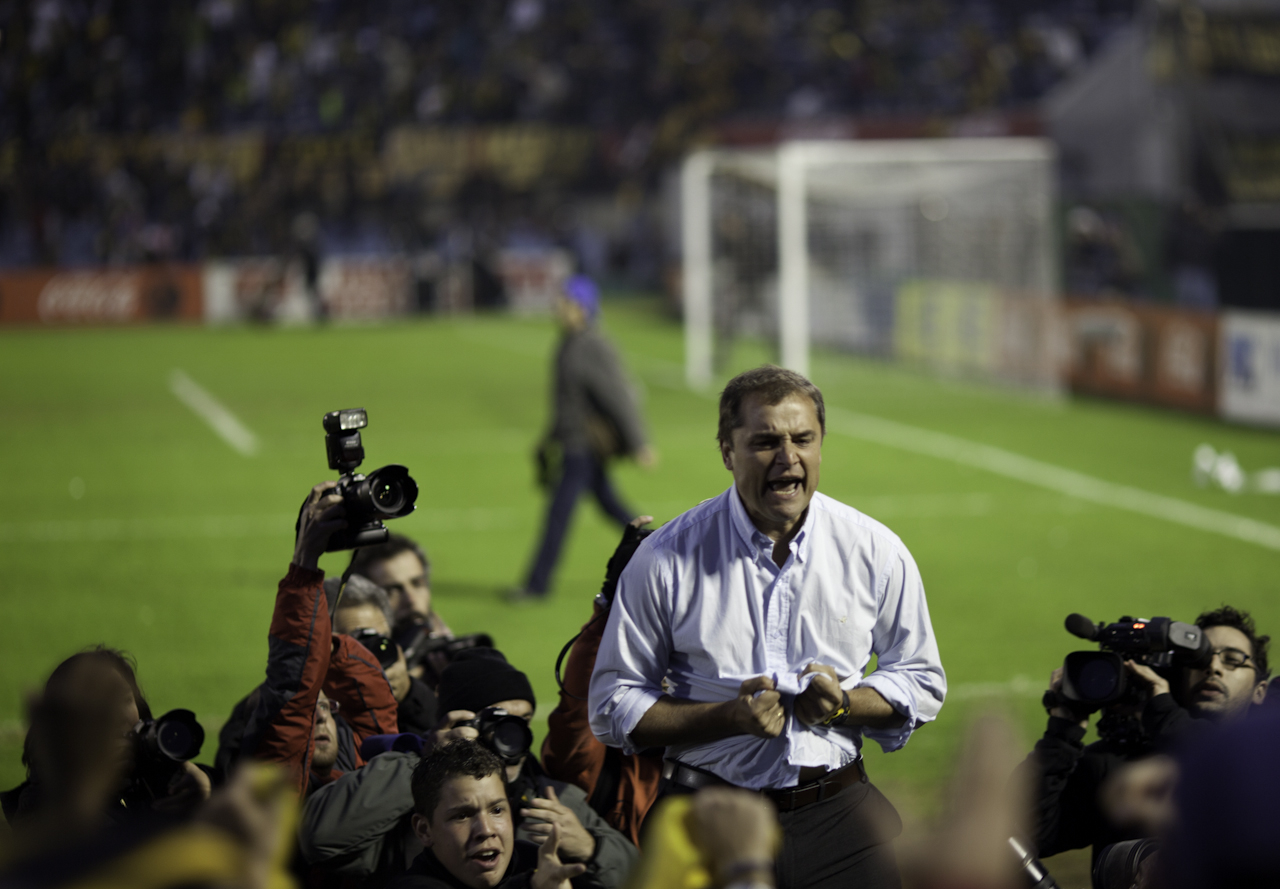
Diego Aguirre festejando el Campeonato Uruguayo N° 46 de Peñarol.

Luego de una sequía de más de 6 años sin consagrarse campeón uruguayo, el equipo realizó un Torneo Apertura 2009 con altibajos que lo dejó diez puntos atrás del líder de la Tabla Anual. El 22 de diciembre de 2009 firmaba el técnico que supiera lograr el último torneo con el equipo aurinegro (en el 2003), Diego Aguirre. La primera mitad del año 2010 vería un equipo contundente, que se consagró campeón del Torneo Clausura 2010 logrando 14 victorias, 12 de ellas de forma consecutiva, y un empate en los 15 partidos del torneo, consiguiendo además el primer puesto de la Tabla Anual, descontando los diez puntos que previo al torneo el, en ese entonces, primero ubicado le llevaba, y aventajando al segundo por seis unidades. En las finales del Campeonato Uruguayo 2009-10 el "manya" vencía a su clásico rival, Nacional, por un resultado global de 2-1, clasificando para la Copa Sudamericana 2010 y la Copa Libertadores 2011.
El segundo semestre del 2010 comenzó con la salida de Diego Aguirre y la nombración de Manuel Keosseian como nuevo director técnico. Tras un comienzo de temporada marcado por un amistoso por el Trofeo Santiago Bernabéu frente al Real Madrid y el retorno a competencias internacionales después de un año y medio en la Copa Sudamericana 2010, el equipo no tuvo buenos resultados que llevaron, junto a la eliminación de la Sudamericana a manos de Goiás, equipo que luego llegaría a la final del torneo, a que Keosseian renunciara el cargo de entrenador a falta de dos fechas para finalizar el Torneo Apertura, siendo elegido Edison Machín como reemplazante interino hasta que se consiguiera un nuevo técnico.

### Subcampeón Copa Libertadores 2011

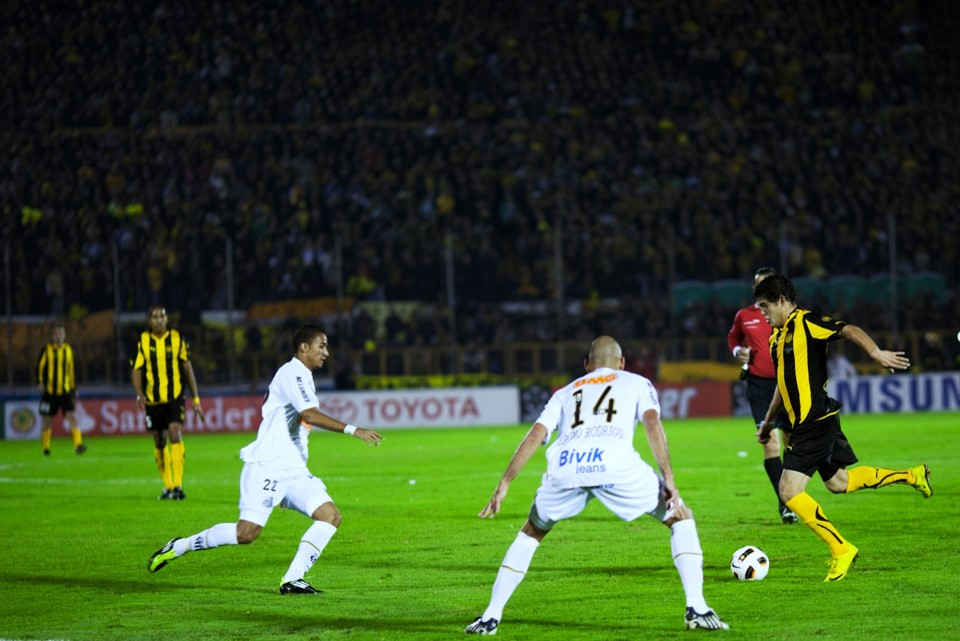
Peñarol durante la final de la Copa Libertadores 2011.

Diego Aguirre volvió a la dirección de Peñarol para encarar la segunda mitad de la temporada, el Torneo Clausura y la Copa Libertadores 2011. Junto a él llegaron Juan Manuel Olivera, Luis Aguiar, Nicolás Freitas, Carlos Valdez y Matías Mier, entre otras incorporaciones, para afrontar la doble competencia que significaba ambos torneos. Tras un mal comienzo en ambos campeonatos, cayendo por 3-0 en las primeras fechas de ambos torneos, el equipo se afianzó y comenzó a cosechar buenos resultados, al punto que se llegó a las primeras posiciones del Campeonato Uruguayo y se clasificó a los octavos de final de la Libertadores una fecha antes de que terminara su grupo, después de la cual los hinchas del club inauguraron la que en ese momento era la bandera más grande del mundo desplegada en un estadio.
De ahí en adelante, conforme fueron pasando los partidos, el equipo se fue concentrando más en el torneo internacional, en el cual conseguía victorias, ganándole al campeón de la temporada anterior Internacional por 2-1 en el Beira-Rio, además de lograr la clasificación a semifinales en Chile frente a la Universidad Católica con un gol a falta de cinco minutos. Fue luego de este partido que Peñarol decidió enfocarse exclusivamente en la Copa Libertadores, jugando mayormente con suplentes y juveniles en el torneo local.
En semifinales enfrentó a Vélez Sarsfield, venciendo por 1-0 en el Centenario y clasificando a pesar de caer en Buenos Aires por 2-1, por la regla del gol de visitante. De esta manera llegó a disputar su décima final de la Copa Libertadores, siendo junto con Boca Juniors el club que más veces ha jugado esta instancia del torneo. En la final se enfrentó al Santos, liderado por Neymar. Tras empatar sin goles en un partido friccionado en Montevideo, cayó por 2-1 en el Pacaembú, resultando campeón el equipo brasilero.

### Campeonato Uruguayo 2012-13
Con Jorge Da Silva como entrenador Peñarol volvería a ser campeón uruguayo tras obtener el Campeonato Uruguayo 2012-13 al derrotar a Defensor Sporting 3 a 1 en la final con 3 goles de Antonio Pacheco.
Primero ganó el torneo Apertura 2012, venció a Juventud de Las Piedras 2 a 0 con un gol en contra y otro de Juan Manuel Olivera una fecha antes del final. En el comienzo había conseguido solo 1 punto de 6 tras perder 4 a 3 con Fénix, partido en el que el capitán Antonio Pacheco sufriría una fractura, y empatar 1 a 1 con River Plate pero luego hilvano muchos triunfos, empató el clásico 0 a 0. Para el torneo Clausura 2013 dejó muchos puntos al principio que lo fueron alejando de las primeras posiciones, el peor momento fue luego de 2 derrotas consecutivas, frente a Racing 2 a 1 y Defensor Sporting 1 a 0 en el Franzini que hizo que el equipo violeta lo pasara en la tabla Anual, sin embargo en la fecha siguiente goleó en el clásico a Nacional 3 a 0 con goles de Antonio Pacheco, Marcelo Zalayeta y Matias Aguirregaray y recuperó la punta de la tabla Anual que mantuvo hasta el final y que le daba ventaja en la definición.

### Campeonato Uruguayo 2015-16
Peñarol sería nuevamente campeón uruguayo tras ganar el Campeonato Uruguayo 2015-16 al vencer a Plaza Colonia 3 a 1 en la final con goles de Diego Rossi, Maximiliano Olivera y Mauricio Affonso, nuevamente con Jorge Da Silva como entrenador (quien supo ganar anteriormente el Campeonato Uruguayo 2012-13 con Peñarol), siendo Pablo Bengoechea el director técnico durante el Torneo Apertura.
Primero ganó el Torneo Apertura 2015 tras vencer a Juventud de Las Piedras 1 a 0 con gol de Cristian Palacios en la última fecha. Durante el certamen tuvo alguna derrota dura como el 4 a 0 contra River Plate que lo comprometían, hasta llegar al clásico que empató con Nacional 1 a 1 con gol de Matías Aguirregaray determinante, dado que ambos llegaban primero y segundo. Para el Torneo Clausura 2016 tuvo un torneo irregular cediendo muchos puntos, de todos modos culminó segundo detrás del campeón Plaza Colonia, en el final del campeonato frente a Nacional iguala el clásico 2 a 2 con goles de Matias Aguirregaray que primero pone el 1 a 1 parcial y Marcel Novick que en los descuentos anota un gol clave para que Peñarol mantenga la diferencia en la tabla Anual que luego terminaría conquistando. Diego Forlán fue el goleador del equipo con 8 goles.

### Campeonato Uruguayo 2017
Con Leonardo Ramos como entrenador Peñarol volvería a ser campeón uruguayo tras obtener el Campeonato Uruguayo 2017 al derrotar en la final a Defensor Sporting 4 a 2 por penales, tras empatar sin goles en 120 minutos de juego.
Para el Torneo Apertura 2017 dejó muchos puntos producto de 7 empates, quedando en tercera posición a 8 puntos Defensor Sporting y luego a 11 puntos del violeta en la Tabla Anual, tras perder el Torneo Intermedio.
De camino al nuevo título ganó el Torneo Clausura 2017, venció a Cerro 4 a 0 de visitante una fecha antes del final. En el torneo obtuvo 42 de los 45 puntos disputados, perdiendo un solo partido ante River Plate tres fechas antes del final, luego de haber hilvano muchos triunfos, entre ellos el clásico 2 a 0. De esta manera recuperó la punta de la tabla Anual, empatando en puntos con Defensor Sporting, forzando un desempate en el cual le ganó 1 a 0 al violeta en la hora con gol de Cristian Rodríguez, lo que le daba ventaja en la definición.